# An der Hülben

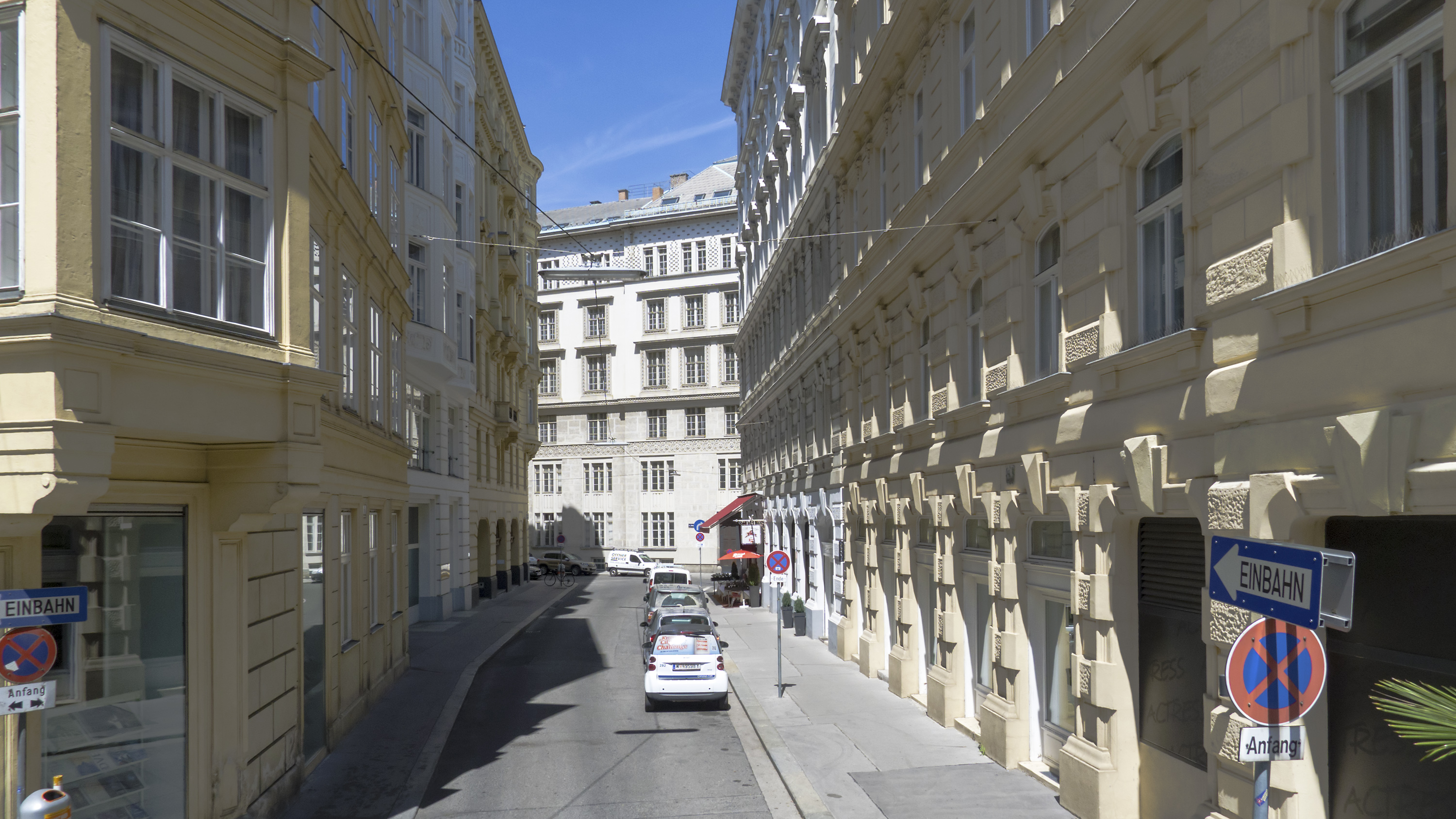
An der Hülben in Richtung Jakobergasse

An der Hülben ist eine Straße im 1. Wiener Gemeindebezirk Innere Stadt. Sie wurde 1909 nach einer alten topographischen Bezeichnung benannt.

## Geschichte
Mit Hülben wurden mit Wasser gefüllte Senken oder Tümpel bezeichnet (auch Hulben oder Hülm). In der Gegend solch eines Tümpels befand sich im Mittelalter die Kirche St. Jakob auf der Hülben. Die Umgebung erhielt ebenfalls den Namen Auf der Hülben, wie eine Urkunde vom 7. Juli 1367 erstmals nachweist. Im Grundbuch kann die Bezeichnung bis auf den 1. Jänner 1374 zurückverfolgt werden. Ursprünglich bildeten die heutige Jakobergasse 1–4 und An der Hülben 1–4 und 6 eine Gasse, die verschiedene Bezeichnungen trug (1701 erstmals Jacobergassel). Zwischen 1863 und 1884, nachdem die Gegend um die ehemalige Stadtmauer neu geordnet wurde, trennte man die heutige Gasse An der Hülben von der Jakobergasse ab, die wiederum bis zur Stubenbastei in gerader Linie verlängert wurde. Die amtliche Bezeichnung An der Hülben erfolgte aber erst am 23. November 1909.

## Lage und Charakteristik
Die kurze und ruhige Gasse führt von der Jakobergasse in südlicher Richtung bis zur Seilerstätte. Sie wird in umgekehrter Richtung als Einbahnstraße geführt. Es verkehren hier keine öffentlichen Verkehrsmittel. Ihre Verbauung besteht aus hohen Wohn- und Bürohäusern aus der Zeit um 1900. Alle beschriebenen Gebäude stehen unter Denkmalschutz.

## Verbauung

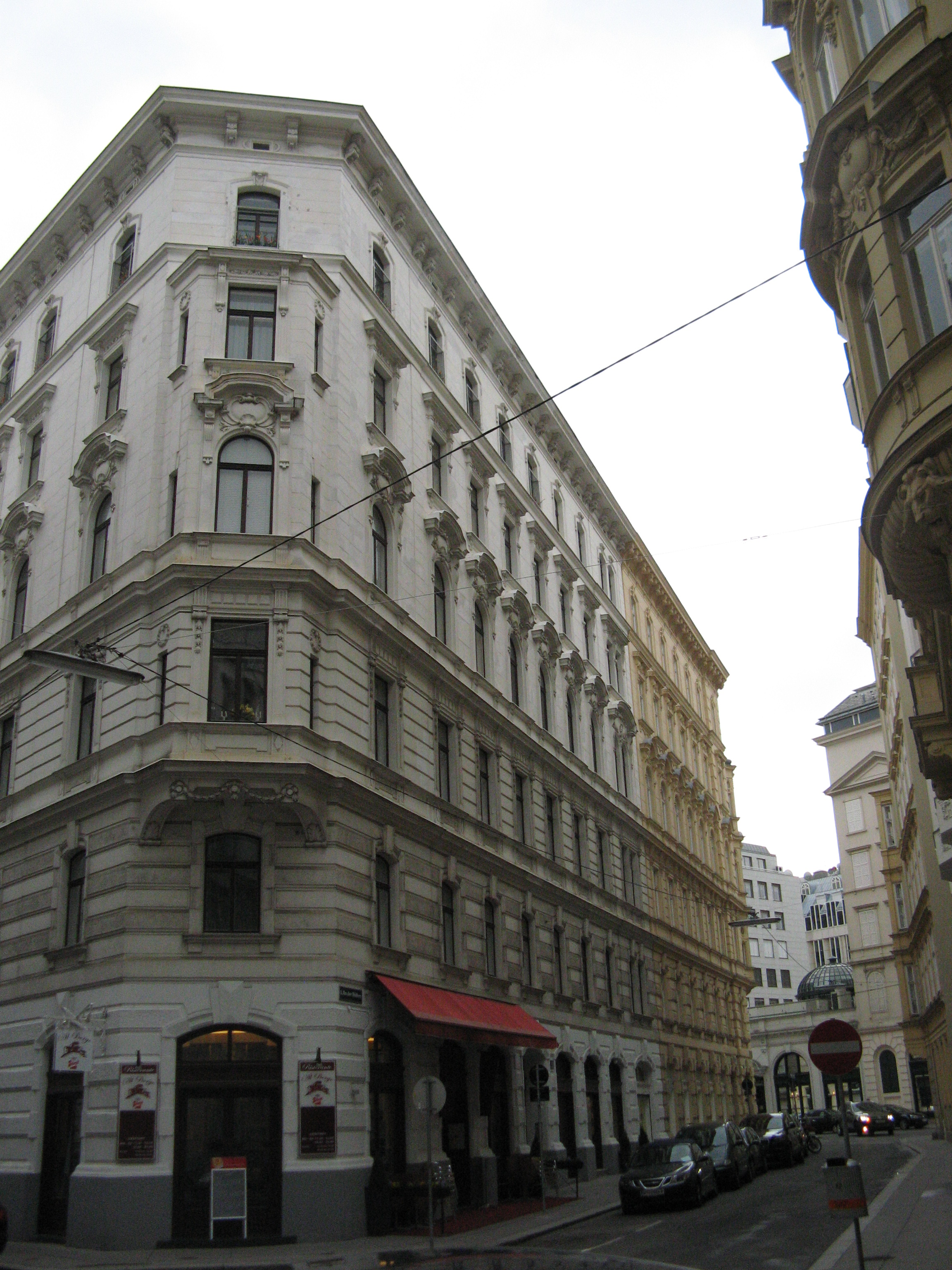
An der Hülben 1 (1909) von Carl Steinhofer

### Nr. 1 Späthistoristisches Wohn- und Geschäftshaus
Das späthistoristische Gebäude wurde 1909 nach Plänen von Carl Steinhofer in neobarocken Formen errichtet. An der Ecke zur Jakobergasse befindet sich ein abgeschrägter und erkergegliederter Eckrisalit. Die Fassade der zweigeschoßigen Geschäftszone ist genutet und rustiziert gebändert. Die Fenster der Beletage haben Giebelverdachungen auf Konsolen ruhend. Im Foyer befinden sich Marmorfüllungen zwischen Lisenen. Im gewendelten Stiegenhaus ist noch ein Aufzug aus der Bauzeit mit originalem Liftgitter zu sehen.

### Nr. 2 Späthistoristisches Wohn- und Geschäftshaus
Das späthistoristische Gebäude in neobarocken Formen wurde 1910 nach Plänen von Carl Gödrich errichtet. Es liegt an der Hauptadresse Jakobergasse 4.

### Nr. 4 Spätsezessionistisches Wohn- und Geschäftshaus
Das bemerkenswerte Wohn- und Geschäftshaus wurde 1911 im spätsezessionistischen Stil nach Plänen von August Fondi errichtet. Es entspricht in der Gestaltung dem rückwärtig gelegenen Vesquehof in der Riemergasse 11 des gleichen Architekten. Über der Sockelzone erhebt sich die vorkragende Hauptzone mit Polygonalerkern, die neoklassizistischen Putzdekor, wie Kassettierungen, Putten mit Rankenwerk und Mäanderfries aufweist. Die ursprünglichen Balkone mit Giebelaufbauten am Dachgeschoß sind nicht mehr vorhanden. Die Ausstattung des Foyers besteht aus einem teilweisen Glasdach, Stuckkassetten, stuckierten Wandfeldern, geometrischem Mosaikdekor, einem steinernen Wandbrunnen mit Wassermannkopf als Ausguss, flankierenden steinernen Sitzbänken und originalen Deckenleuchtern. Im Stiegenhaus befinden sich Glasfenster, Türen und Rahmungen aus der Bauzeit und ein secessionistsches Liftgitter.

### Nr. 6 Frühhistoristisches Wohn- und Geschäftshaus
Das frühhistoristische Wohn- und Geschäftshaus wurde 1860 nach Plänen von Ferdinand Fellner errichtet. Es liegt an der Hauptadresse Seilerstätte 2.